# Оскар Бентон
Оскар Бентон (справжнє ім'я нід. Ferdinand van Eif); нар.3 лютого 1949, Гаага, Нідерланди — 8 листопада 2020) — голландський вокаліст, композитор. Засновник «Блюз-оркестру Оскара Бентона» (Oscar Benton Blues Band).

## Життєпис
1967 року Оскар Бентон організував «Блюз-оркестр Оскара Бентона» (Oscar Benton Blues Band), який 1968 року посів друге місце на джазовому фестивалі в Лосдрехті, Нідерланди, що зробило його популярним.
1974 року склад оркестру змінився і змінилася також його назва — «Синьоока дівчина» (Blue Eyed Baby). Оскар почав виступати під псевдонімом Біллі Бой Бішоп (Billy Boy Bishop).
1973 року Бентон записав пісню Bensonhurst Blues написану Арті Капланом і Арті Корнфельдом, яка стала його найкращим шлягером. Пізніше вона була записана на студії EMI Records і мала великий успіх в Європі. 1981 року Ален Делон використав її у фільмі «За шкуру поліцейського». Ця пісня у виконанні Бентона також використовується у фільмі 1999 року «Різдвяний пиріг» (La bûche).
2011 року Оскар Бентон випустив свій CD-альбом «Оскар Бентон усе ще живий» (Oscar Benton is Still Alive).
Починаючи з 2016 року, гітарист Джонні Лепорт і Оскар Бентон записали новий альбом під назвою «Я повернувся» (I Am Back). Він вийшов на компакт-дисках, грамофонних платівках і як CD-альбом 2018 року.

## Дискографія

### Альбоми
- 1981 — Bensonhurst Blues
- 1983 — My Kind Of Blues
- 1984 — If You Go Away
- 1994 — Best Part Of My Life
- 2011 — Oscar Benton is Still Alive
- 2018 — I Am Back

### Синглитаміні-альбоми
- 1972 — Everybody Is Telling Me
- 1973 — Bensonhurst Blues
- 1981 — Bensonhurst Blues
- 1982 — I Believe In Love
- 1983 — Not The Same Dreams Anymore
- 1983 — Woolly Boolly Boogie
- 1984 — If You Go Away (Ne Me Quite Pas)
- 1986 — Ooh What A Night!
- 1996 — Ze Is Zoals Jij